# Master of Wine
Master of Wine (skrót MW) - kwalifikacja (niemająca charakteru tytułu akademickiego), nadawana przez The Institute of Masters of Wine z siedzibą w Wielkiej Brytanii. Kwalifikacja MW uznawana jest w środowisku winiarskim za jeden z najwyższych standardów profesjonalnej wiedzy enologicznej.

## Historia

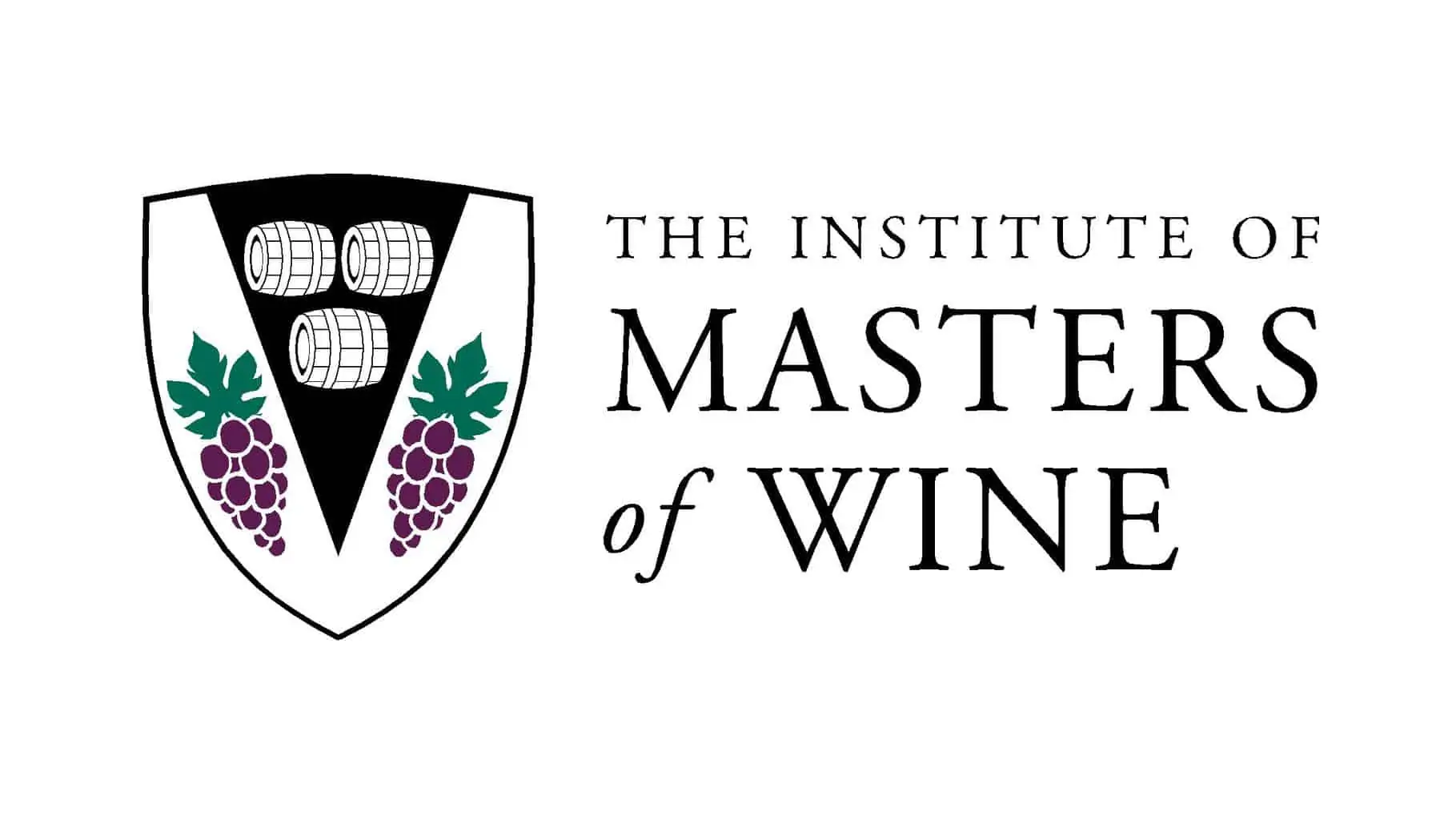
Logo The Institute of Masters of Wine

Instytut Master of Wine (IMW) zawdzięcza swoje powstanie zarówno Wine and Spirit Association, jak i działającej już od 1363 gildii The Worshipful Company of Vintners (Vintners’ Company) - jednej z dwunastu wielkich londyńskich korporacji cechowych (livery companies). Wkrótce po zakończeniu II wojny światowej, obie organizacje dostrzegły potrzebę "podniesienia standardów edukacji w brytyjskim handlu winem oraz sformalizowania certyfikacji jego najbardziej utalentowanych przedstawicieli".  
W roku 1953 zorganizowano pierwszy egzamin Master of Wine. Spośród 21 kandydatów, sześciu uzyskało pozytywny rezultat. Reg Barrett MW, Leonard Dennis MW, Geoffrey Jameson MW, Rob Kewley MW, Geoffrey Nobes MW oraz Kenneth Simonds MW zostali pierwszymi w historii  uhonorowanymi tytułem Master of Wine. To ta szóstka dwa lata później - w 1955 - powołała do życia Institute of Masters of Wine (IMW) - instytucję mającą na celu pielęgnację najwyższych standardów kompetencji, etyki i wiedzy w zakresie wina.

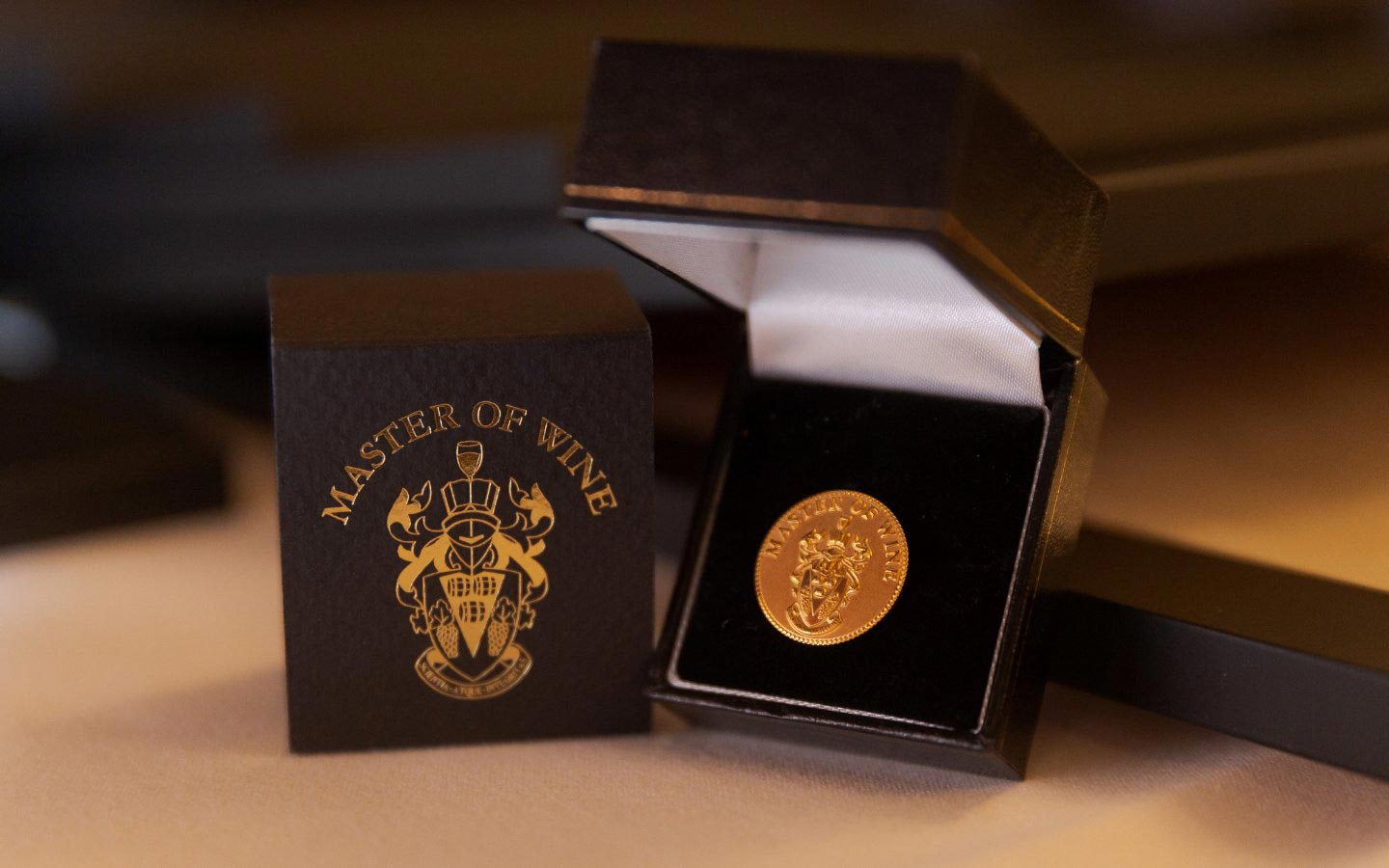
Oficjalna przypinka Master of Wine w etui prezentacyjnym, wydana przez Institute of Masters of Wine (2022)

Chociaż program studiów oraz egzamin Master of Wine od początku były otwarte dla kobiet i mężczyzn, dopiero w 1970 roku Sarah Morphew Stephen MW została pierwszą kobietą, która uzyskała ten prestiżowy tytuł. Obecnie ponad jedna trzecia wszystkich MW na świecie to kobiety.
Rok 1979 był pierwszym, w którym liczba kobiet i mężczyzn, którzy zdali egzamin, była równa. W roku 1986 po raz pierwszy więcej kobiet niż mężczyzn zdobyło tytuł MW. W ciągu ostatnich 10 lat proporcje wśród nowych Masterów kształtowały się następująco: 55% mężczyzn, 44% kobiet.
Egzamin MW został otwarty dla osób spoza tzw. „tradycyjnego” handlu winem na początku lat 80. Oznaczało to, że aplikować mogli również enolodzy oraz dziennikarze. Właśnie wtedy Jancis Robinson MW OBE została pierwszą uhonorowaną spoza sektora handlowego.
IMW otworzył egzamin dla kandydatów spoza UK. W roku 1988 Michael Hill Smith MW z Australii został pierwszym międzynarodowym Master of Wine. 

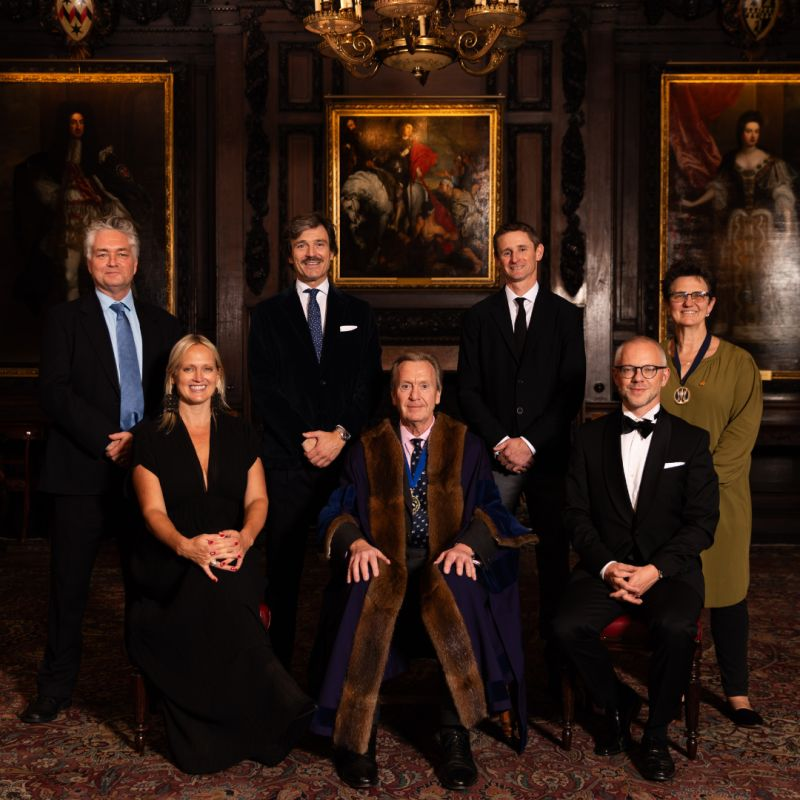
Wojciech Bońkowski MW (po prawej, dolny rząd), pierwszy Polak w gronie Masters of Wine wybranych w 2023 roku

Wraz z międzynarodową ekspansją programu studiów MW, w roku 1992 egzamin został po raz pierwszy przeprowadzony na trzech kontynentach: w Europie, Australazji oraz Ameryce Północnej. Obecnie egzaminy nadal odbywają się w Londynie, Adelajdzie oraz Napie, a także towarzyszą im seminaria i zajęcia kursowe w takich krajach jak Australia, Austria, Francja, Niemcy, Stany Zjednoczone i Wielka Brytania.
Rok 2015 był rekordowy w historii IMW – ogłoszono wówczas 24 nowych MWNowi Masterzy ogłaszani są dwa razy w roku – w lutym/marcu oraz w sierpniu/wrześniu. Oficjalne przyjęcie nowych MW do grona członków Instytutu odbywa się podczas corocznej ceremonii wręczenia nagród w listopadzie, organizowanej w historycznym Vintners’ Hall w Londynie. reprezentujących 10 różnych krajów.
Co cztery lata Institute of Masters of Wine organizuje międzynarodowe sympozjum – wyjątkowe wydarzenie, które daje rzadką okazję do networkingu, degustacji oraz pogłębienia wiedzy dzięki wystąpieniom prelegentów z całego świata, a także do osobistego kontaktu z licznymi Masterami. W roku 2018 świat wina zgromadził się podczas sympozjum w regionie Rioja w Hiszpanii. Wcześniejsze edycje odbywały się m.in. w Wielkiej Brytanii, Perth, Wiedniu, Napie, Bordeaux, Florencji oraz Wiesbaden.
W lutym 2023 roku Wojciech Bońkowski MW został pierwszym polskim Master of Wine. 

## Kwalifikacja

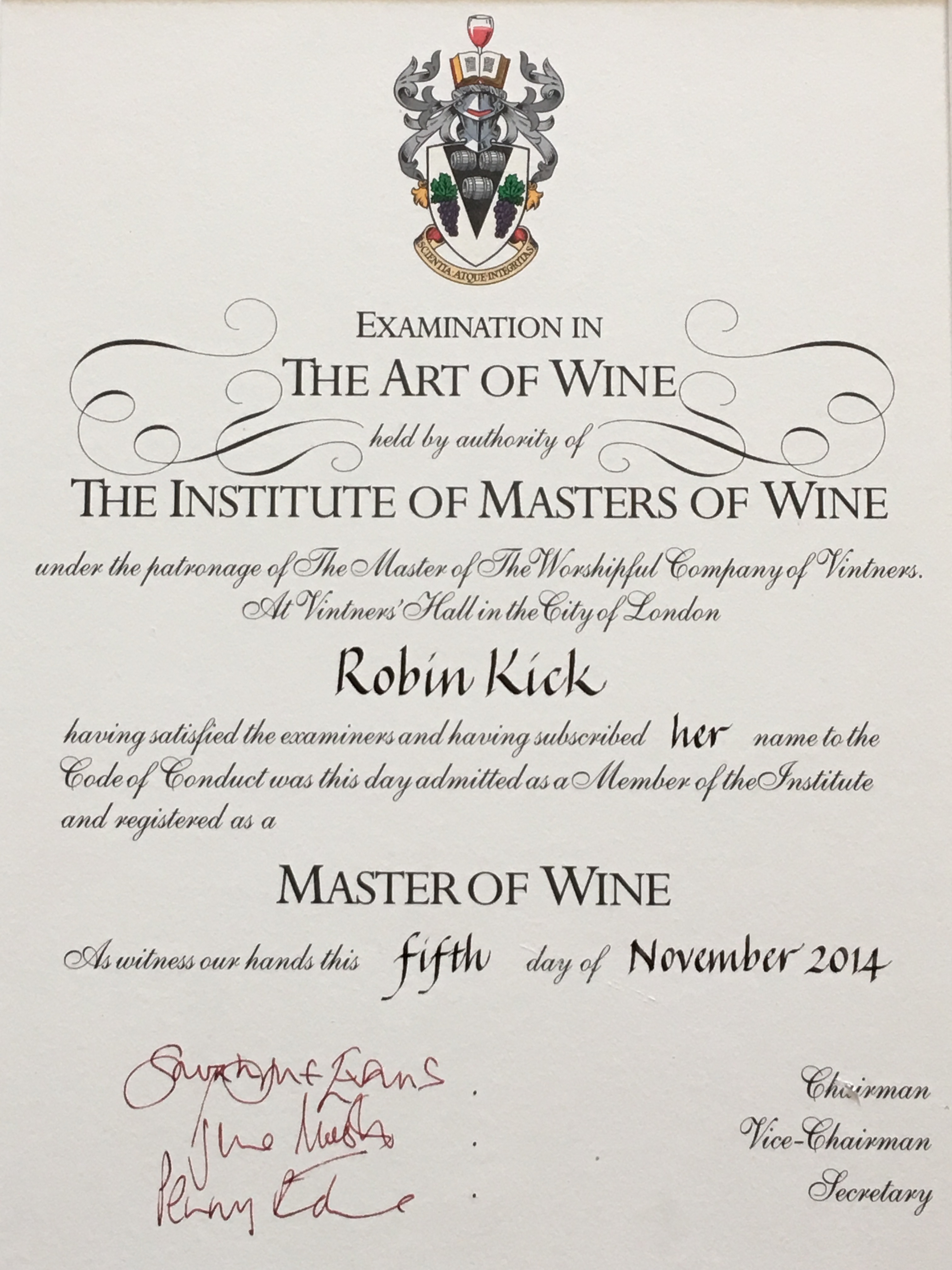
Przykład oficjalnego certyfikatu Master of Wine wydanego przez Institute of Masters of Wine.

Obecnie, aby przystąpić do programu studiów MW, wymagane jest aktywne zaangażowanie profesjonalne w świecie wina. Obejmuje to szerokie spektrum profesji funkcjonujących w ramach globalnego przemysłu winiarskiego: od produkcji surowca, przez edukację, wytwarzanie, sprzedaż detaliczną, aż po komunikację. 
Nowi Masterzy ogłaszani są dwa razy w roku – w lutym/marcu oraz w sierpniu/wrześniu. Oficjalne przyjęcie nowych MW do grona członków Instytutu odbywa się podczas corocznej ceremonii wręczenia nagród w listopadzie, organizowanej w historycznym Vintners’ Hall w Londynie.
Kandydaci ubiegający się o przyjęcie do programu muszą posiadać zaawansowaną kwalifikację winiarską – co najmniej na poziomie dyplomu wydanym przez Wine & Spirit Education Trust – lub odpowiednio wysoki certyfikat sommelierski, taki jak Advanced Sommelier z Court of Master Sommeliers. Wymagane jest również minimum trzyletnie doświadczenie zawodowe w międzynarodowej branży winiarskiej. Aplikacja musi być poparta rekomendacją od Master of Wine lub innego uznanego profesjonalisty w sektorze handlu winem.
Proces kwalifikacyjny MW trwa co najmniej trzy lata i składa się z trzech etapów:
Etap pierwszy: Ocena wstępna (Assessment)
Wszyscy uczestnicy programu Master of Wine zobowiązani są do przystąpienia do wstępnej oceny (Stage One Assessment) na zakończenie pierwszego roku nauki w IMW. Wśród pytań znajdują się m.in.: określenie szczepu winorośli, z którego powstało wino, jego pochodzenia, jakości, wieku i potencjału dojrzewania, metody produkcji, stylu oraz potencjału komercyjnego.
Etap drugi (1/2): Egzamin praktyczny (Practical Exam)
Etap drugi obejmuje trzy sesje degustacji w ciemno po 12 win każda, podczas których kandydaci muszą ocenić szczep, pochodzenie, walory komercyjne, technikę winifikacji, jakość i styl każdego wina.
Etap drugi(2/2): Egzamin teoretyczny (Theory Exam)
Część teoretyczna etapu drugiego polega na napisaniu pięciu esejów dotyczących: uprawy winorośli (vitikultura), winifikacji i procedur przed butelkowaniem, postępowania z winem, biznesu winiarskiego oraz aktualnych zagadnień branżowych.
Etap trzeci: Praca badawcza (Research Paper)
Etap trzeci wymaga napisania pracy badawczej na temat wybrany przez kandydata. Praca powinna mieć od 6 000 do 10 000 słów i spełniać rygory akademickie.
Aby uzyskać członkostwo w Institute of Masters of Wine, kandydat musi zdać wszystkie trzy etapy egzaminu. Prawo do posługiwania się tytułem Master of Wine oraz skrótem MW przysługuje osobom, które uzyskały członkostwo w IMW i zobowiązały się do przestrzegania jego kodeksu etycznego.

## Krytyka
Uprzywilejowana pozycja Masterów w globalnym przemyśle winiarskim budzi krytykę ze strony niektórych dziennikarzy branżowych, takich jak Yohan Castaing, którzy twierdzą, że Instytut oraz jego członkowie wykorzystują swoją dominującą pozycję do wywierania istotnego wpływu na trendy i rynek wina.
Inni ubolewają nad tym, że ogrom wiedzy wymaganej do zdania egzaminu sprawia, iż MW podczas degustacji są zbyt skupieni na aspektach technicznych. Dziennikarz i pisarz specjalizujący się w winie, Mike Steinberger, zauważa, że Robert Parker, podobnie jak większość najwybitniejszych krytyków i enologów na świecie, zdobywał wiedzę głównie w praktyce, w terenie. Jego zdaniem — podzielanym również przez innych — Master of Wine to przede wszystkim efektowny tytuł, który służy głównie celom marketingowym, sprzedażowym i komunikacyjnym.